# Kvarforth
Niklas Olsson, conosciuto anche come Kvarforth (Halmstad, 7 dicembre 1983), è un chitarrista e cantante svedese.
È noto soprattutto per essere il fondatore della band depressive black metal svedese Shining nei quali è principalmente cantante e chitarrista.

## Biografia
Diede vita agli Shining nel 1996 quando aveva appena 13 anni è nel loro primo EP, Submit to Self-Destruction (pubblicato nel 1998) suonava la chitarra e il basso con lo pseudonimo di "Wraith". Solo dopo la pubblicazione di Within Deep Dark Chambers diventerà il cantante della band.
Gli Shining promuovono apertamente il suicidio e l'autolesionismo, lo stesso Kvarforth ha annunciato con orgoglio che della gente si è suicidata dopo aver ascoltato la musica degli Shining. Ha causato molte polemiche sulla sua carriera musicale in quanto durante i concerti è solito tagliarsi o bruciarsi.
Nel 2006 scomparve e si cominciò a pensare che si fosse suicidato, la band continuò la sua attività con un nuovo cantante "Ghoul" che era stato scelto sotto esplicito volere di Kvarforth. Nel 2007 in un concerto tenuto ad Halmstad fu rivelato che Ghoul era Kvarforth. Il concerto fu di natura molto violenta con Kvarforth che si metteva a combattere col pubblico (che gli lanciava anche delle lamette) e con i cantanti ospiti (Maniac, Attila Csihar e Nattefrost). Durante il concerto Niklas prese a calci un fan che gli aveva afferrato i genitali.
Nel 2005 dà vita, assieme a Maniac, agli Skitliv. Nel 2011 abbandona tutti i suoi altri gruppi musicali (tra cui i Bethlehem ad eccezione degli Skitliv) per concentrarsi sugli Shining.